# Mara Galeazzi
Mara Galeazzi (Chiari, 25 novembre 1973) è una ballerina italiana, prima ballerina del Royal Ballet dal 2003 al 2013.

## Biografia
Nata e cresciuta nel bresciano, Mara Galeazzi è stata ammessa alla scuola di Ballo del Teatro alla Scala all'età di dieci anni. Dopo aver conseguito il diploma con il massimo dei voti, nel 1992 si è trasferita a Londra ed è stata scritturata dal Royal Ballet, di cui ha scalato rapidamente i ranghi. L'anno successivo, all'età di vent'anni, ha danzato il suo primo ruolo da protagonista, quello di Maria Vetsera nel Mayerling di Kenneth MacMillan, rimpiazzando all'ultimo momento un'altra ballerina durante una tournée del Royal Ballet. Nel 1995 è stata promossa al rango di prima artista, nel 1998 a solista e nel 2003 è stata proclamata prima ballerina della compagnia.
Nei dieci anni successivi ha danzato in molti dei grandi ruoli femminili del repertorio romantico, neoclassico e moderno, tra cui Lise ne La fille mal gardée (Ashton), Tatiana in Onegin (Cranko), Calliope nell'Apollon Musagete (Balanchine), Smeraldi in Jewels (Balanchine), l'eponima protagonista de L'uccello di fuoco (Fokine), Giselle e Myrtha in Giselle (Wright), la Fata Confetto ne Lo schiaccianoci (Wright), Diana in Sylvia (Ashton), Aurora in Coppélia (de Valois) e Gamzatti ne La Bayadère (Makarova). In veste di prima ballerina ospite nel 2008 ha danzato al Teatro dell'Opera di Roma come Medora ne Le Corsaire. È stata un'acclamata interprete dell'opera di MacMillan, ricevendo grandi apprezzamenti per le sue interpretazioni nei ruoli di Giulietta in Romeo e Giulietta, Manon ne L'Histoire de Manon, la prescelta ne La sagra di primavera e Maria Vetsera in Mayerling, ruolo con cui ha dato il suo addio ufficiale al Covent Garden nel 2013. Nonostante il ritiro, l'anno successivo è tornata a danzare alla Royal Opera House come Ecuba nella Cassandra di Ludovic Ondiviela, mentre nel 2017 si è alternata ad Alessandra Ferri come protagonista del Woolf Works di Wayne McGregor. Successivamente ha continuato a danzare saltuariamente in serate di gala.

## Videografia
- 2001. Coppélia, coreografie di Ninette de Valois. Royal Ballet, con Leanne Benjamin e Carlos Acosta. Opus Arte DVD, OA0824D .
- 2007. Sylvia, coreografie di Frederick Ashton. Royal Ballet, con Darcey Bussell e Roberto Bolle. Opus Arte DVD, OA0986D.
- 2010. Three Ballets, coreografie di Kenneth MacMillan. Royal Ballet, con Marianela Núñez. Opus Arte DVD,  OA1038D.
- 2010. Mayerling, coreografie di Kenneth MacMillan. Royal Ballet, con Edward Watson. Opus Arte DVD, OA1028D.
- 2011. McGregor: Three Ballets, coreografie di Wayne McGregor. Royal Ballet, con Tamara Rojo. Opus Arte DVD, OA1048D.